# .17 Remington
Die Patrone .17 Remington ist eine Gewehrpatrone mit verhältnismäßig hoher Geschossgeschwindigkeit und Zentralfeuerzündung, die ihre Anwendung hauptsächlich in der Jagd auf Raubzeug findet.

## Bezeichnung
Im deutschen Nationalen Waffenregister (NWR) wird die Patrone unter Katalognummer 2 unter folgenden Bezeichnungen geführt (gebräuchliche Bezeichnungen in Fettdruck)
- .17 Rem (Hauptbezeichnung)
- .17 AMA
- .17 T216
- .17 USA
- 4,3 x 46 Remington
- 4,53 x 45,5

## Entwicklung
Im Jahr 1970 entwickelt, wurde die Patrone ein Jahr später in den Markt eingeführt. Als Basis diente die .223 Remington, deren Hülsenmund auf das Kaliber .17 eingezogen wurde.

## Jagdlicher Einsatz
Die Patrone verursacht durch das kleine Geschoss wenig Balgzerstörung und hat im Normalfall, bei Schüssen auf weitere Distanz, keinen Geschossaustritt. Damit ist sie wegen der Pelzverwertung interessant. Bedingt durch das niedrige Geschossgewicht wirkt sich Wind nachteilig auf die Präzision aus.